# Chondrostoma prespense
Chondrostoma prespense är en fiskart som beskrevs av Stanko Karaman 1924. Chondrostoma prespense ingår i släktet Chondrostoma och familjen karpfiskar. IUCN kategoriserar arten globalt som sårbar. Inga underarter finns listade i Catalogue of Life.